# Хејли Андерсон
Хејли Данита Андерсон (енгл. Haley Danita Anderson; Санта Клара, 20. новембар 1991) америчка је пливачица која се такмичи у пливању на отвореним водама, те у пливању слободним стилом на 800 и 1.500 метара.
На светским првенствима дебитовала је у Риму 2009. где је учестовала у тркама на 800 и 1.500 метара слободно, заузевши 28, односно 9. место.
У јуну 2012. победила је на олимпијским квалификацијама у Сетубалу и пласирала се на Летње олимпијске игре у Лондону. Нешто касније на националним квалификацијама није успела да се квалификује за место у олимпијском тиму у тркама на 400 и 800 метара слободно. У Лондону је Андерсонова трку од 10 километара испливала у времену 1:57:38.6 сати и освојила сребрну олимпијску медаљу. Злато јој је „измакло” за свега 0,40 секунди заостатка за победницом Евом Ристов. На истим олимпијским играма њена старија сестра Алиса освојила је златну медаљу у штафети 4×200 метара слободно. 
Годину дана после лондонске олимпијаде Андерсонова осваја златну медаљу на Светском првенству 2013. у Барселони, у пливању на отвореном на 5 километара, а исти успех поновила је и две године касније у Казању.
Била је део америчког олимпијског тима и на Летњим олимпијским играма 2016. у Рио де Жанеиру где се такмичила у пливачком маратону на 10 километара и са резултатом 1:57:20.2 сати заузела 5. место.